# Georgia al Turkvision Song Contest
La Georgia ha partecipato a 3 edizioni del Turkvision Song Contest a partire dal debutto del concorso nel 2013. La rete che cura le varie partecipazioni è la Kumeo Kartlia Televisione. Si ritira nel 2020.

## Partecipazioni
- Primo posto
- Secondo posto
- Terzo posto
- Ultimo posto

| Anno                            | Artista                           | Canzone           | Posizione | Punti | Note  |
| ------------------------------- | --------------------------------- | ----------------- | --------- | ----- | ----- |
| 2013                            | Eynar Balakişiyev & Afik Novruzov | "Qelbini Saf Tut" | -         | -     | [ 1 ] |
| 2014                            | Ayla Shiriyeva & Aysel Mammadova  | "Tenhayam"        | -         | -     | [ 1 ] |
| 2015                            | Anar Askerov                      | "Tenha Yürek"     | 16        | 138   |       |
| Nessuna partecipazione nel 2020 |                                   |                   |           |       |       |